# 리놀레산
리놀레산(영어: linoleic acid, LA)은 다불포화 오메가-6 지방산이며, 음식물을 통해 섭취해야 하는 사람의 필수 지방산들 중 하나이다. 리놀레산은 물에 거의 녹지 않는 무색 또는 흰색 기름이다.
"리놀레산(linoleic acid)"이라는 단어는 그리스어 "linon"("flax", "아마"를 의미함)에서 유래하였다. "oleic"은 오메가-6 이중 결합을 포화시키면 올레산(oleic acid)을 생성하기 때문에 "올리브유의, 올리브와 관련된, 올리브유에서 유래된"이나 "올레산의, 올레산과 관련된"을 의미한다.

## 화학
리놀레산은 18개의 탄소로 구성된 사슬에 2개의 시스 이중 결합을 가지고 있는 지방산이다. "18:2 n-6" 이나 "18:2 시스-9,12"와 같은 약칭으로 사용되기도 한다. 리놀레산은 일반적으로 트라이글리세라이드 에스터로 자연에서 생성된다. 유리 지방산은 글리세롤과 결합하여 트라이글리세라이드를 형성하지 않는 형태로 일반적으로 식품에서의 함량은 낮다. 리놀레산은 아세톤, 벤젠, 다이에틸 에터 및 에탄올에 매우 잘 녹는다.

## 생화학
리놀레산은 프로스타글란딘, 트롬복산, 류코트라이엔과 같은 에이코사노이드들의 전구물질인 아라키돈산의 생합성에 사용되는 다불포화 지방산이다. 리놀레산은 세포막의 지질에서 발견된다. 리놀레산은 많은 견과류, 지방질 종자(아마 씨앗, 대마 씨앗, 양귀비 씨앗, 참깨 씨앗 등)와 이들 종자에서 유래한 식물성 기름에 풍부하며, 양귀비씨기름, 홍화유, 옥수수기름, 콩기름의 중량의 절반 이상을 차지한다.
리놀레산은 필수 지방산이기 때문에 음식물을 통해 꼭 섭취해야 한다. 쥐에서 리놀레산이 부족하면 가벼운 피부 벗겨짐, 탈모 및 상처 치유가 거의 잘 되지 않는 것을 유발하는 것으로 나타났다. 그러나 만성적으로 많은 양의 리놀레산을 섭취하면 궤양성 대장염이 발생할 수 있다.
바퀴벌레는 죽을 때 올레산과 리놀레산을 방출해서 다른 바퀴벌레들이 해당 지역에 들어가는 것을 막는다. 이것은 죽을 때 올레산을 방출하는 개미와 벌에서 발견되는 메커니즘과 유사하다.

### 물질대사 및 에이코사노이드
|  |

리놀레산 대사의 첫 번째 단계는 Δ6-불포화효소에 의해 리놀레산이 γ-리놀렌산으로 전환되는 것이다.
아기는 Δ6-불포화효소가 부족해서 모유를 통해 γ-리놀렌산을 섭취해야 한다는 증거가 있다. 연구에 따르면 모유를 먹인 아기들은 분유를 먹인 아기들보다 더 높은 농도의 γ-리놀렌산을 가지고 있는 반면, 분유를 먹인 아기들은 높은 농도의 리놀레산을 가지고 있었다.
γ-리놀렌산은 다이호모-γ-리놀렌산으로 전환되고, 이어서 아라키돈산으로 전환된다. 아라키돈산의 가능한 대사적 운명 중 하나는 염증 반응 및 신체 활동 동안에 에이코사노이드라고 불리는 대사 산물 그룹으로 전환되는 것이다. 에이코사노이드는 파라크린 호르몬의 일종이다. 에이코사노이드의 세 가지 유형으로는 프로스타글란딘, 트롬복산, 류코트라이엔이 있다. 아라키돈산으로부터 생성된 에이코사노이드는 건강한 사람의 신체 활동 동안 및 신체 활동 후에 염증을 촉진하고 성장을 촉진하는 경향이 있다. 예를 들어, 아라키돈산에서 유래한 트롬복산 및 류코트라이엔 B4는 염증이 일어나는 동안 혈관수축성 에이코사노이드이다. 9-하이드록시옥타데칸산 및 13-하이드록시옥타데칸산과 같은 리놀레산의 산화된 대사산물은 캡사이신 수용체인 TRPV1을 활성화시키는 것으로 나타났으며, 이를 통해 통각과민 및 이질통에서 중요한 역할을 할 수 있다.
오메가-6 지방산인 리놀레산의 이러한 염증을 촉진시키는 기능과 관련된 건강에 부정적인 영향들이 일부 제시되었다.
또한, 리놀레산은 다양한 리폭시제네이스, 사이클로옥시제네이스, 특정 사이토크롬 P450 효소들(CYP 모노옥시제네이스) 및 비효소적 자동산화 메커니즘에 의해 모노-하이드록실 생성물, 즉 13-하이드록시옥타데카다이엔산 및 9-하이드록시옥타데카다이엔산으로 전환된다. 이들 2가지 하이드록시 대사산물은 케토 대사산물인 13-옥소-옥타데카다이엔산 및 9-옥소-옥타데카다이엔산으로 효소적으로 산화된다. 특정 사이토크롬 P450 효소인 CYP 에폭시제네이스는 리놀레산을 에폭사이드 생성물, 즉 12,13-에폭사이드인 베르놀산 및 9,10-에폭사이드인 코로나르산으로 대사한다. 이들 리놀레산 생성물은 모두 생체활성을 가지며, 인체생리학 및 인체병리학과 관련이 있다.

## 용도

### 산업용
리놀레산은 유성 페인트 및 바니시에 유용한 건성유를 만드는 데 사용된다. 이러한 활용은 공기 중의 산소와 리놀레산의 쉬운 반응을 이용하여, 리녹신이라 불리는 안정한 필름의 가교 및 형성을 야기한다.
리놀레산이 환원되면 리놀레일 알코올을 생성한다. 리놀레산은 1.5 x 10−4 M @ pH 7.5의 임계 미셀 농도를 갖는 계면활성제이다.
리놀레산은 피부에 유익한 특성으로 인해 미용제품 산업에서 점점 인기를 얻고 있다. 연구에 따르면 리놀레산을 피부에 국소적으로 바르면 항염증, 여드름 감소, 피부 미백 및 보습 특성을 나타낸다고 지적한다.

### 연구용
리놀레산 지질 라디칼을 사용하여 폴리페놀류 및 천연 페놀류의 항산화 효과를 나타낼 수 있다. 리놀레산에 2,2'-아조비스(2-아미디노프로페인) 다이하이드로클로라이드를 투여하여 리놀레산의 산화를 유도하는 실험으로 지질 라디칼을 생성한 다음 상이한 조합의 페놀 수지들의 사용은 이원 혼합물이 상승적 항산화 효과 또는 지질 라디칼에 대한 길항작용을 야기할 수 있음을 보여준다. 이와 같은 연구는 어떤 페놀들이 식물성 기름에서 지질의 자동산화를 막는지를 발견하는 데 유용하다.

## 식이 공급원
| 이름                | 리놀레산†의 %   | 참조          |
| ------------------- | --------------- | ------------- |
| 살리코니아 오일     | 75%             |               |
| 잇꽃기름            | 74.62%          |               |
| 달맞이꽃유          | 65-80%          | [ 21 ]        |
| 멜론씨유            | 70%             |               |
| 양귀비씨기름        | 70%             |               |
| 포도씨유            | 69.6%           |               |
| 해바라기씨유        | 65.7%           |               |
| 보검선인장씨유      | 62.3%           |               |
| 삼씨기름            | 54.3%           | [ 22 ]        |
| 옥수수기름          | 59%             |               |
| 밀배아유            | 55%             |               |
| 면실유              | 54%             |               |
| 콩기름              | 51%             |               |
| 호두기름            | 51%             |               |
| 참기름              | 45%             |               |
| 겨기름              | 39%             |               |
| 아르간 오일         | 37%             |               |
| 피스타치오 오일     | 32.7%           |               |
| 땅콩기름            | 32%             | [ 23 ]        |
| 복숭아기름          | 29%             | [ 24 ]        |
| 아몬드              | 24%             |               |
| 카놀라유            | 21%             |               |
| 닭기름              | 18-23%          | [ 25 ]        |
| 달걀 노른자         | 16%             |               |
| 아마인유            | 15%             |               |
| 라드                | 10%             |               |
| 올리브유            | 10% (3.5 - 21%) | [ 26 ] [ 27 ] |
| 팜유                | 10%             |               |
| 두리오 그라베올렌스 | 4.95%           | [ 28 ]        |
| 카카오 버터         | 3%              |               |
| 마카다미아기름      | 2%              |               |
| 버터                | 2%              |               |
| 코코넛기름          | 2%              |               |
|                     | †평균값         |               |

## 같이 보기
- 공액리놀레산
- 오메가-6 지방산
- 필수 지방산
- 필수 지방산 상호작용
- 에이코사노이드
- 영양소
- 리놀레인

## 더 읽을거리
- “Compound Summary: Linoleic acid”. 《PubChem》. U.S. National Library of Medicine.